# Université d'État de Wichita
L’université d'État de Wichita (en anglais, Wichita State University, WSU) est une université publique située à Wichita, au Kansas. C'est une des six universités d'État dirigées par le Kansas Board of Regents.

## Histoire
L’université d'État de Wichita a commencé sous le nom de Fairmount College, une école privée de Congrégation, fondée en 1886 par le révérend Joseph Homer Parker. Le college a continué le programme préparatoire d'Institut de Fairmount, qui a commencé en 1892. Des classes universitaires ont commencé en 1895. En 1926, par un vote des citoyens de Wichita, le college est devenu une institution non-confessionnelle publique nommée l’université municipale de Wichita (populairement connu comme « Wichita » ou WU); c'était la première université municipale à l'ouest du Mississippi.
Après 38 ans comme université municipale, WSU a changé de statut le 1er juillet 1964, quand elle est officiellement entrée dans le système public d'enseignement supérieur. L’université d'État de Wichita est une des trois institutions de recherche au Kansas, avec l’université du Kansas et l’université d'État du Kansas.
Les Shockers de Wichita State représentent l’université dans les disciplines sportives de la NCAA.